# Arnold (Pennsylvanie)
Pour les articles homonymes, voir Arnold.
Arnold est une ville du comté de Westmoreland (Pennsylvanie).
Sa population était de 5 157 habitants en 2010, et estimée à 4 861 habitants en 2017